# Tour de Californie 2011
La 6e édition du Tour de Californie (ou Amgen Tour of California) a eu lieu du 15 au 22 mai 2011. Cette épreuve cycliste fait partie de l'UCI America Tour 2011. L'Américain Christopher Horner (RadioShack) remporte cette édition devant son coéquipier Levi Leipheimer et Thomas Danielson (Garmin-Cervélo).

## Présentation

### Parcours
Le 6e Tour de Californie est long de 1 235 km 946,4 km et est composé de huit étapes, comme ce fut le cas lors de l'édition 2010.

### Équipes
18 équipes composées de 8 coureurs participent au Tour de Californie : 9 ProTeams, 4 équipes continentales professionnelles et 5 équipes continentales :
| ProTeams - BMC Racing - Garmin-Cervélo - HTC-Highroad - Leopard-Trek - Liquigas-Cannondale - Rabobank - RadioShack - Saxo Bank-Sungard - Sky | UCI Continentales Professionnelles - NetApp - SpiderTech-C10 - Type 1-Sanofi Aventis - UnitedHealthcare | UCI Continentales - Bissell Cycling - Jamis-Sutter Home - Jelly Belly Cycling - Kelly Benefit Strategies-OptumHealth - Kenda-Gear Grinder |

## Étapes
| Étape     | Date   | Villes étapes                                     |  | Distance (km)         | Vainqueur d’étape  | Leader du classement général |
| --------- | ------ | ------------------------------------------------- |  | --------------------- | ------------------ | ---------------------------- |
| 1re étape | 15 mai | South Lake Tahoe - Tahoe Resort                   |  | 191                   | Étape annulée      | Étape annulée                |
| 2e étape  | 16 mai | Squaw Valley (déplacé à Nevada City) - Sacramento |  | 214,3 réduite à 122,8 | Ben Swift          | Ben Swift                    |
| 3e étape  | 17 mai | Auburn - Modesto                                  |  | 196,1                 | Gregory Henderson  | Gregory Henderson            |
| 4e étape  | 18 mai | Livermore - San José                              |  | 131,6                 | Christopher Horner | Christopher Horner           |
| 5e étape  | 19 mai | Seaside - Paso Robles                             |  | 217,4                 | Peter Sagan        | Christopher Horner           |
| 6e étape  | 20 mai | Solvang - Solvang                                 |  | 24,1 (clm)            | David Zabriskie    | Christopher Horner           |
| 7e étape  | 21 mai | Claremont - Mount Baldy                           |  | 122                   | Levi Leipheimer    | Christopher Horner           |
| 8e étape  | 22 mai | Santa Clarita - Thousand Oaks                     |  | 132,4                 | Matthew Goss       | Christopher Horner           |

## Déroulement de la course

### 1reétape
Pas de classement à la suite de l'annulation de l'étape.

### 2eétape
|    | Coureur           | Pays        | Équipe              |    | Temps           |
| -- | ----------------- | ----------- | ------------------- | -- | --------------- |
| 1  | Ben Swift         | Royaume-Uni | Sky                 | en | 2 h 47 min 12 s |
| 2  | Peter Sagan       | Slovaquie   | Liquigas-Cannondale | +  | m.t             |
| 3  | Matthew Goss      | Australie   | HTC-Highroad        |    | m.t             |
| 4  | Keven Lacombe     | Canada      | SpiderTech-C10      |    | m.t             |
| 5  | Juan José Haedo   | Argentine   | Saxo Bank-Sungard   |    | m.t             |
| 6  | Alejandro Borrajo | Argentine   | Jamis-Sutter Home   |    | m.t             |
| 7  | Thor Hushovd      | Norvège     | Garmin-Cervélo      |    | m.t             |
| 8  | Taylor Phinney    | États-Unis  | BMC Racing          |    | m.t             |
| 9  | Óscar Freire      | Espagne     | Rabobank            |    | m.t             |
| 10 | Shawn Milne       | États-Unis  | Kenda-Gear Grinder  |    | m.t             |

|    | Coureur           | Pays        | Équipe              |    | Temps           |
| -- | ----------------- | ----------- | ------------------- | -- | --------------- |
| 1  | Ben Swift         | Royaume-Uni | Sky                 | en | 2 h 47 min 02 s |
| 2  | Peter Sagan       | Slovaquie   | Liquigas-Cannondale | +  | 4 s             |
| 3  | Matthew Goss      | Australie   | HTC-Highroad        |    | 6 s             |
| 4  | Keven Lacombe     | Canada      | SpiderTech-C10      |    | 10 s            |
| 5  | Juan José Haedo   | Argentine   | Saxo Bank-Sungard   |    | 10 s            |
| 6  | Alejandro Borrajo | Argentine   | Jamis-Sutter Home   |    | 10 s            |
| 7  | Thor Hushovd      | Norvège     | Garmin-Cervélo      |    | 10 s            |
| 8  | Taylor Phinney    | États-Unis  | BMC Racing          |    | 10 s            |
| 9  | Óscar Freire      | Espagne     | Rabobank            |    | 10 s            |
| 10 | Shawn Milne       | États-Unis  | Kenda-Gear Grinder  |    | 10 s            |

### 3eétape
|    | Coureur           | Pays             | Équipe                               |    | Temps           |
| -- | ----------------- | ---------------- | ------------------------------------ | -- | --------------- |
| 1  | Gregory Henderson | Nouvelle-Zélande | Sky                                  | en | 5 h 14 min 29 s |
| 2  | Juan José Haedo   | Argentine        | Saxo Bank-Sungard                    | +  | m.t             |
| 3  | Thor Hushovd      | Norvège          | Garmin-Cervélo                       |    | m.t             |
| 4  | Peter Sagan       | Slovaquie        | Liquigas-Cannondale                  |    | m.t             |
| 5  | Leigh Howard      | Australie        | HTC-Highroad                         |    | m.t             |
| 6  | Keven Lacombe     | Canada           | SpiderTech-C10                       |    | m.t             |
| 7  | Robert Förster    | Allemagne        | UnitedHealthcare                     |    | m.t             |
| 8  | Taylor Phinney    | États-Unis       | BMC Racing                           |    | m.t             |
| 9  | Jure Kocjan       | Slovénie         | Type 1-Sanofi Aventis                |    | m.t             |
| 10 | Alex Candelario   | États-Unis       | Kelly Benefit Strategies-OptumHealth |    | m.t             |

|    | Coureur           | Pays             | Équipe                               |    | Temps           |
| -- | ----------------- | ---------------- | ------------------------------------ | -- | --------------- |
| 1  | Gregory Henderson | Nouvelle-Zélande | Sky                                  | en | 8 h 01 min 31 s |
| 2  | Ben Swift         | Royaume-Uni      | Sky                                  | +  | 0 s             |
| 3  | Peter Sagan       | Slovaquie        | Liquigas-Cannondale                  |    | 4 s             |
| 4  | Juan José Haedo   | Argentine        | Saxo Bank-Sungard                    |    | 4 s             |
| 5  | Thor Hushovd      | Norvège          | Garmin-Cervélo                       |    | 6 s             |
| 6  | Matthew Goss      | Australie        | HTC-Highroad                         |    | 6 s             |
| 7  | Keven Lacombe     | Canada           | SpiderTech-C10                       |    | 10 s            |
| 8  | Taylor Phinney    | États-Unis       | BMC Racing                           |    | 10 s            |
| 9  | Robert Förster    | Allemagne        | UnitedHealthcare                     |    | 10 s            |
| 10 | Alex Candelario   | États-Unis       | Kelly Benefit Strategies-OptumHealth |    | 10 s            |

### 4eétape
|    | Coureur               | Pays       | Équipe           |    | Temps           |
| -- | --------------------- | ---------- | ---------------- | -- | --------------- |
| 1  | Christopher Horner    | États-Unis | RadioShack       | en | 3 h 27 min 51 s |
| 2  | Andy Schleck          | Luxembourg | Leopard-Trek     | +  | 1 min 15 s      |
| 3  | Rory Sutherland       | Australie  | UnitedHealthcare |    | 1 min 15 s      |
| 4  | Levi Leipheimer       | États-Unis | RadioShack       |    | 1 min 15 s      |
| 5  | Thomas Danielson      | États-Unis | Garmin-Cervélo   |    | 1 min 22 s      |
| 6  | Christian Vande Velde | États-Unis | Garmin-Cervélo   |    | 1 min 29 s      |
| 7  | Ryder Hesjedal        | Canada     | Garmin-Cervélo   |    | 1 min 36 s      |
| 8  | Laurens ten Dam       | Pays-Bas   | Rabobank         |    | 1 min 45 s      |
| 9  | Andrew Talansky       | États-Unis | Garmin-Cervélo   |    | 1 min 50 s      |
| 10 | Linus Gerdemann       | Allemagne  | Leopard-Trek     |    | 1 min 50 s      |

|    | Coureur               | Pays       | Équipe           |    | Temps            |
| -- | --------------------- | ---------- | ---------------- | -- | ---------------- |
| 1  | Christopher Horner    | États-Unis | RadioShack       | en | 11 h 29 min 32 s |
| 2  | Levi Leipheimer       | États-Unis | RadioShack       | +  | 1 min 15 s       |
| 3  | Thomas Danielson      | États-Unis | Garmin-Cervélo   |    | 1 min 22 s       |
| 4  | Christian Vande Velde | États-Unis | Garmin-Cervélo   |    | 1 min 29 s       |
| 5  | Rory Sutherland       | Australie  | UnitedHealthcare |    | 1 min 30 s       |
| 6  | Andy Schleck          | Luxembourg | Leopard-Trek     |    | 1 min 30 s       |
| 7  | Ryder Hesjedal        | Canada     | Garmin-Cervélo   |    | 1 min 36 s       |
| 8  | Linus Gerdemann       | Allemagne  | Leopard-Trek     |    | 1 min 50 s       |
| 9  | Andrew Talansky       | États-Unis | Garmin-Cervélo   |    | 1 min 50 s       |
| 10 | Laurens ten Dam       | Pays-Bas   | Rabobank         |    | 2 min 00 s       |

### 5eétape
|    | Coureur              | Pays        | Équipe                               |    | Temps           |
| -- | -------------------- | ----------- | ------------------------------------ | -- | --------------- |
| 1  | Peter Sagan          | Slovaquie   | Liquigas-Cannondale                  | en | 5 h 16 min 03 s |
| 2  | Leigh Howard         | Australie   | HTC-Highroad                         | +  | m.t             |
| 3  | Ben Swift            | Royaume-Uni | Sky                                  |    | m.t             |
| 4  | Paul Martens         | Allemagne   | Rabobank                             |    | m.t             |
| 5  | Alex Candelario      | États-Unis  | Kelly Benefit Strategies-OptumHealth |    | m.t             |
| 6  | Jonas Aaen Jørgensen | Danemark    | Saxo Bank-Sungard                    |    | m.t             |
| 7  | Coen Vermeltfoort    | Pays-Bas    | Rabobank                             |    | m.t             |
| 8  | Taylor Phinney       | États-Unis  | BMC Racing                           |    | m.t             |
| 9  | Frank Pipp           | États-Unis  | Bissell Cycling                      |    | m.t             |
| 10 | Alexander Gottfried  | Allemagne   | NetApp                               |    | m.t             |

|    | Coureur               | Pays       | Équipe           |    | Temps            |
| -- | --------------------- | ---------- | ---------------- | -- | ---------------- |
| 1  | Christopher Horner    | États-Unis | RadioShack       | en | 16 h 45 min 35 s |
| 2  | Levi Leipheimer       | États-Unis | RadioShack       | +  | 1 min 15 s       |
| 3  | Thomas Danielson      | États-Unis | Garmin-Cervélo   |    | 1 min 22 s       |
| 4  | Christian Vande Velde | États-Unis | Garmin-Cervélo   |    | 1 min 29 s       |
| 5  | Rory Sutherland       | Australie  | UnitedHealthcare |    | 1 min 30 s       |
| 6  | Andy Schleck          | Luxembourg | Leopard-Trek     |    | 1 min 30 s       |
| 7  | Ryder Hesjedal        | Canada     | Garmin-Cervélo   |    | 1 min 36 s       |
| 8  | Linus Gerdemann       | Allemagne  | Leopard-Trek     |    | 1 min 50 s       |
| 9  | Laurens ten Dam       | Pays-Bas   | Rabobank         |    | 2 min 00 s       |
| 10 | Tejay van Garderen    | États-Unis | HTC-Highroad     |    | 2 min 05 s       |

### 6eétape
|    | Coureur               | Pays       | Équipe           |    | Temps       |
| -- | --------------------- | ---------- | ---------------- | -- | ----------- |
| 1  | David Zabriskie       | États-Unis | Garmin-Cervélo   | en | 30 min 35 s |
| 2  | Levi Leipheimer       | États-Unis | RadioShack       | +  | 14 s        |
| 3  | Tejay van Garderen    | États-Unis | HTC-Highroad     |    | 40 s        |
| 4  | Peter Velits          | Slovaquie  | HTC-Highroad     |    | 48 s        |
| 5  | Maarten Tjallingii    | Pays-Bas   | Rabobank         |    | 49 s        |
| 6  | Christopher Horner    | États-Unis | RadioShack       |    | 51 s        |
| 7  | Jakob Fuglsang        | Danemark   | Leopard-Trek     |    | 53 s        |
| 8  | Jeremy Vennell        | Australie  | Bissell Cycling  |    | 59 s        |
| 9  | Rory Sutherland       | Australie  | UnitedHealthcare |    | 59 s        |
| 10 | Christian Vande Velde | États-Unis | Garmin-Cervélo   |    | 1 min 01 s  |

|    | Coureur               | Pays       | Équipe           |    | Temps            |
| -- | --------------------- | ---------- | ---------------- | -- | ---------------- |
| 1  | Christopher Horner    | États-Unis | RadioShack       | en | 17 h 17 min 01 s |
| 2  | Levi Leipheimer       | États-Unis | RadioShack       | +  | 38 s             |
| 3  | Rory Sutherland       | Australie  | UnitedHealthcare |    | 1 min 38 s       |
| 4  | Christian Vande Velde | États-Unis | Garmin-Cervélo   |    | 1 min 39 s       |
| 5  | Thomas Danielson      | États-Unis | Garmin-Cervélo   |    | 1 min 44 s       |
| 6  | Tejay van Garderen    | États-Unis | HTC-Highroad     |    | 1 min 54 s       |
| 7  | Linus Gerdemann       | Allemagne  | Leopard-Trek     |    | 2 min 26 s       |
| 8  | Ryder Hesjedal        | Canada     | Garmin-Cervélo   |    | 2 min 27 s       |
| 9  | Laurens ten Dam       | Pays-Bas   | Rabobank         |    | 2 min 43 s       |
| 10 | Andy Schleck          | Luxembourg | Leopard-Trek     |    | 2 min 54 s       |

### 7eétape
|    | Coureur               | Pays       | Équipe                |    | Temps           |
| -- | --------------------- | ---------- | --------------------- | -- | --------------- |
| 1  | Levi Leipheimer       | États-Unis | RadioShack            | en | 3 h 33 min 01 s |
| 2  | Christopher Horner    | États-Unis | RadioShack            | +  | 0 s             |
| 3  | Laurens ten Dam       | Pays-Bas   | Rabobank              |    | 43 s            |
| 4  | Thomas Danielson      | États-Unis | Garmin-Cervélo        |    | 1 min 01 s      |
| 5  | Steve Morabito        | Suisse     | BMC Racing            |    | 1 min 21 s      |
| 6  | Alexander Efimkin     | Russie     | Type 1-Sanofi Aventis |    | 1 min 21 s      |
| 7  | Tejay van Garderen    | États-Unis | HTC-Highroad          |    | 1 min 29 s      |
| 8  | Damiano Caruso        | Italie     | Liquigas-Cannondale   |    | 1 min 39 s      |
| 9  | Andy Schleck          | Luxembourg | Leopard-Trek          |    | 1 min 39 s      |
| 10 | Christian Vande Velde | États-Unis | Garmin-Cervélo        |    | 1 min 39 s      |

|    | Coureur               | Pays       | Équipe           |    | Temps            |
| -- | --------------------- | ---------- | ---------------- | -- | ---------------- |
| 1  | Christopher Horner    | États-Unis | RadioShack       | en | 20 h 50 min 02 s |
| 2  | Levi Leipheimer       | États-Unis | RadioShack       | +  | 38 s             |
| 3  | Thomas Danielson      | États-Unis | Garmin-Cervélo   |    | 2 min 45 s       |
| 4  | Christian Vande Velde | États-Unis | Garmin-Cervélo   |    | 3 min 18 s       |
| 5  | Tejay van Garderen    | États-Unis | HTC-Highroad     |    | 3 min 23 s       |
| 6  | Laurens ten Dam       | Pays-Bas   | Rabobank         |    | 3 min 26 s       |
| 7  | Rory Sutherland       | Australie  | UnitedHealthcare |    | 4 min 12 s       |
| 8  | Andy Schleck          | Luxembourg | Leopard-Trek     |    | 4 min 33 s       |
| 9  | Steve Morabito        | Suisse     | BMC Racing       |    | 4 min 50 s       |
| 10 | Ryder Hesjedal        | Canada     | Garmin-Cervélo   |    | 6 min 16 s       |

### 8eétape
|    | Coureur           | Pays             | Équipe                |    | Temps           |
| -- | ----------------- | ---------------- | --------------------- | -- | --------------- |
| 1  | Matthew Goss      | Australie        | HTC-Highroad          | en | 2 h 56 min 39 s |
| 2  | Peter Sagan       | Slovaquie        | Liquigas-Cannondale   | +  | m.t             |
| 3  | Gregory Henderson | Nouvelle-Zélande | Sky                   |    | m.t             |
| 4  | Óscar Freire      | Espagne          | Rabobank              |    | m.t             |
| 5  | Keven Lacombe     | Canada           | SpiderTech-C10        |    | m.t             |
| 6  | Taylor Phinney    | États-Unis       | BMC Racing            |    | m.t             |
| 7  | Jure Kocjan       | Slovénie         | Type 1-Sanofi Aventis |    | m.t             |
| 8  | Ken Hanson        | États-Unis       | Jelly Belly Cycling   |    | m.t             |
| 9  | Aníbal Borrajo    | Argentine        | Jamis-Sutter Home     |    | m.t             |
| 10 | Juan José Haedo   | Argentine        | Saxo Bank-Sungard     |    | m.t             |

|    | Coureur               | Pays       | Équipe           |    | Temps            |
| -- | --------------------- | ---------- | ---------------- | -- | ---------------- |
| 1  | Christopher Horner    | États-Unis | RadioShack       | en | 23 h 46 min 41 s |
| 2  | Levi Leipheimer       | États-Unis | RadioShack       | +  | 38 s             |
| 3  | Thomas Danielson      | États-Unis | Garmin-Cervélo   |    | 2 min 45 s       |
| 4  | Christian Vande Velde | États-Unis | Garmin-Cervélo   |    | 3 min 18 s       |
| 5  | Tejay van Garderen    | États-Unis | HTC-Highroad     |    | 3 min 23 s       |
| 6  | Laurens ten Dam       | Pays-Bas   | Rabobank         |    | 3 min 26 s       |
| 7  | Rory Sutherland       | Australie  | UnitedHealthcare |    | 4 min 12 s       |
| 8  | Andy Schleck          | Luxembourg | Leopard-Trek     |    | 4 min 33 s       |
| 9  | Steve Morabito        | Suisse     | BMC Racing       |    | 4 min 50 s       |
| 10 | Ryder Hesjedal        | Canada     | Garmin-Cervélo   |    | 6 min 16 s       |

## Classements finals

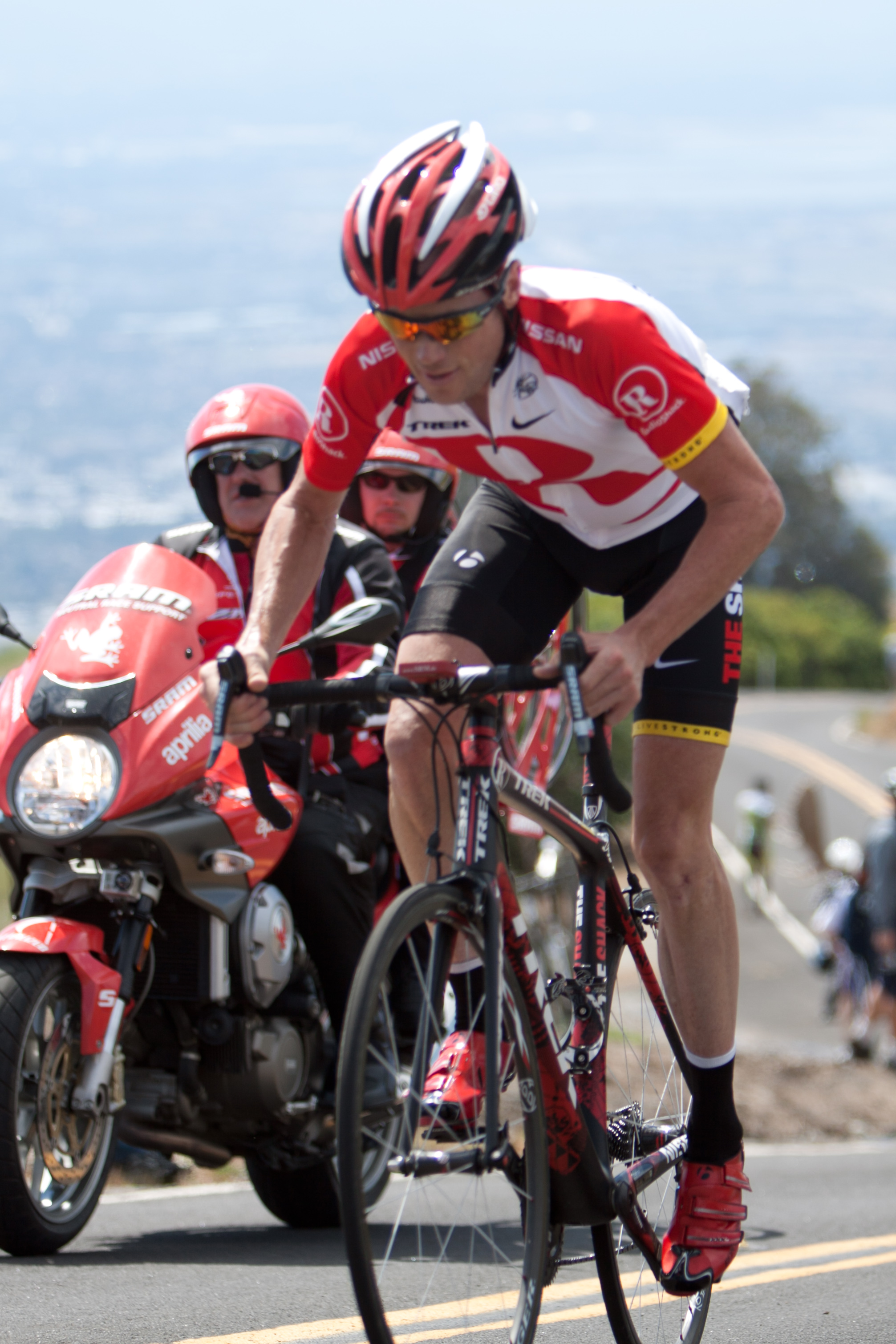
Christopher Horner remporte la course

### Classement général
|    | Cycliste              | Pays       | Équipe           |    | Temps            |
| -- | --------------------- | ---------- | ---------------- | -- | ---------------- |
| 1  | Christopher Horner    | États-Unis | RadioShack       | en | 23 h 46 min 41 s |
| 2  | Levi Leipheimer       | États-Unis | RadioShack       | +  | 38 s             |
| 3  | Thomas Danielson      | États-Unis | Garmin-Cervélo   |    | 2 min 45 s       |
| 4  | Christian Vande Velde | États-Unis | Garmin-Cervélo   |    | 3 min 18 s       |
| 5  | Tejay van Garderen    | États-Unis | HTC-Highroad     |    | 3 min 23 s       |
| 6  | Laurens ten Dam       | Pays-Bas   | Rabobank         |    | 3 min 26 s       |
| 7  | Rory Sutherland       | Australie  | UnitedHealthcare |    | 4 min 12 s       |
| 8  | Andy Schleck          | Luxembourg | Leopard-Trek     |    | 4 min 33 s       |
| 9  | Steve Morabito        | Suisse     | BMC Racing       |    | 4 min 50 s       |
| 10 | Ryder Hesjedal        | Canada     | Garmin-Cervélo   |    | 6 min 16 s       |

### Classements annexes
|   | Cycliste          | Pays             | Équipe              | Points |
| - | ----------------- | ---------------- | ------------------- | ------ |
| 1 | Peter Sagan       | Slovaquie        | Liquigas-Cannondale | 46     |
| 2 | Gregory Henderson | Nouvelle-Zélande | Sky                 | 25     |
| 3 | Ben Swift         | Royaume-Uni      | Sky                 | 25     |

|   | Cycliste                 | Pays       | Équipe         | Points |
| - | ------------------------ | ---------- | -------------- | ------ |
| 1 | Jonathan Patrick McCarty | États-Unis | SpiderTech-C10 | 39     |
| 2 | Levi Leipheimer          | États-Unis | RadioShack     | 24     |
| 3 | Christopher Horner       | États-Unis | RadioShack     | 20     |

|   | Cycliste           | Pays       | Équipe            |    | Temps            |
| - | ------------------ | ---------- | ----------------- | -- | ---------------- |
| 1 | Tejay van Garderen | États-Unis | HTC-Highroad      | en | 23 h 50 min 04 s |
| 2 | Andrew Talansky    | États-Unis | Garmin-Cervélo    | +  | 5 min 58 s       |
| 3 | Rafał Majka        | Pologne    | Saxo Bank-Sungard |    | 14 min 20 s      |

|   | Équipe         | Pays       |    | Temps            |
| - | -------------- | ---------- | -- | ---------------- |
| 1 | Garmin-Cervélo | États-Unis | en | 71 h 29 min 37 s |
| 2 | RadioShack     | États-Unis | +  | 1 min 41 s       |
| 3 | BMC Racing     | États-Unis |    | 13 min 03 s      |

## Évolution des classements
| Étape              | Vainqueur          | Classement général | Classement du meilleur sprinteur | Classement de la montagne | Classement du meilleur jeune | Classement par équipes | Courageux du jour  |
| ------------------ | ------------------ | ------------------ | -------------------------------- | ------------------------- | ---------------------------- | ---------------------- | ------------------ |
| 1                  | Étape annulée      | Non décerné        | Non décerné                      | Non décerné               | Non décerné                  | Non décerné            | Non décerné        |
| 2                  | Ben Swift          | Ben Swift          | Ben Swift                        | Non décerné               | Peter Sagan                  | Sky                    | Jamey Driscoll     |
| 3                  | Gregory Henderson  | Gregory Henderson  | Peter Sagan                      | Non décerné               | Peter Sagan                  | Sky                    | Jan Bárta          |
| 4                  | Christopher Horner | Christopher Horner | Peter Sagan                      | Jonathan Patrick McCarty  | Andrew Talansky              | Garmin-Cervélo         | Ryder Hesjedal     |
| 5                  | Peter Sagan        | Christopher Horner | Peter Sagan                      | Jonathan Patrick McCarty  | Tejay van Garderen           | Garmin-Cervélo         | Óscar Freire       |
| 6                  | David Zabriskie    | Christopher Horner | Peter Sagan                      | Jonathan Patrick McCarty  | Tejay van Garderen           | Garmin-Cervélo         | Tejay van Garderen |
| 7                  | Levi Leipheimer    | Christopher Horner | Peter Sagan                      | Jonathan Patrick McCarty  | Tejay van Garderen           | Garmin-Cervélo         | Alexander Efimkin  |
| 8                  | Matthew Goss       | Christopher Horner | Peter Sagan                      | Jonathan Patrick McCarty  | Tejay van Garderen           | Garmin-Cervélo         | Jan Bárta          |
| Classements finals | Classements finals | Christopher Horner | Peter Sagan                      | Jonathan Patrick McCarty  | Tejay van Garderen           | Garmin-Cervélo         | n/a                |